# Giuseppe Luigi Spiga
Giuseppe Luigi Spiga (ur. 29 lipca 1973 w Serramanna) – włoski duchowny katolicki, biskup Grajaú w Brazylii od 2025.  

## Życiorys
3 października 1998 otrzymał święcenia kapłańskie i został inkardynowany do archidiecezji Cagliari.
17 lutego 2025 papież Franciszek mianował go biskupem diecezji Grajaú. Sakry udzielił mu 18 maja 2025 w katedrze Pana Naszego z Bonfim i św. Józefa w Grajaú  emerytowany arcybiskup metropolita Cagliari, kardynał Arrigo Miglio. 